# Begonia acutifolia
Begonia acutifolia là một loài thực vật có hoa trong họ Thu hải đường. Loài này được Jacq. mô tả khoa học đầu tiên năm 1786.

## Hình ảnh

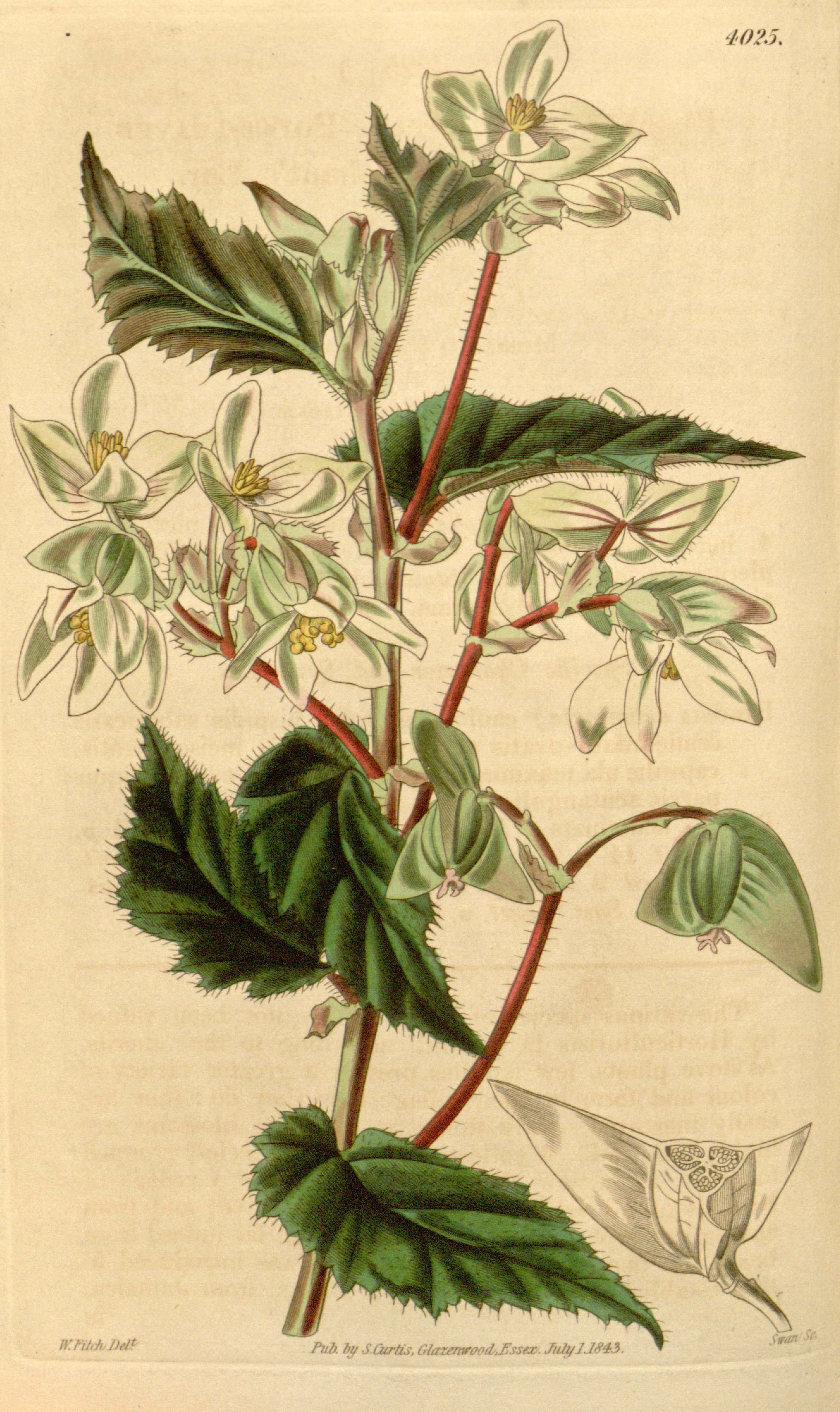
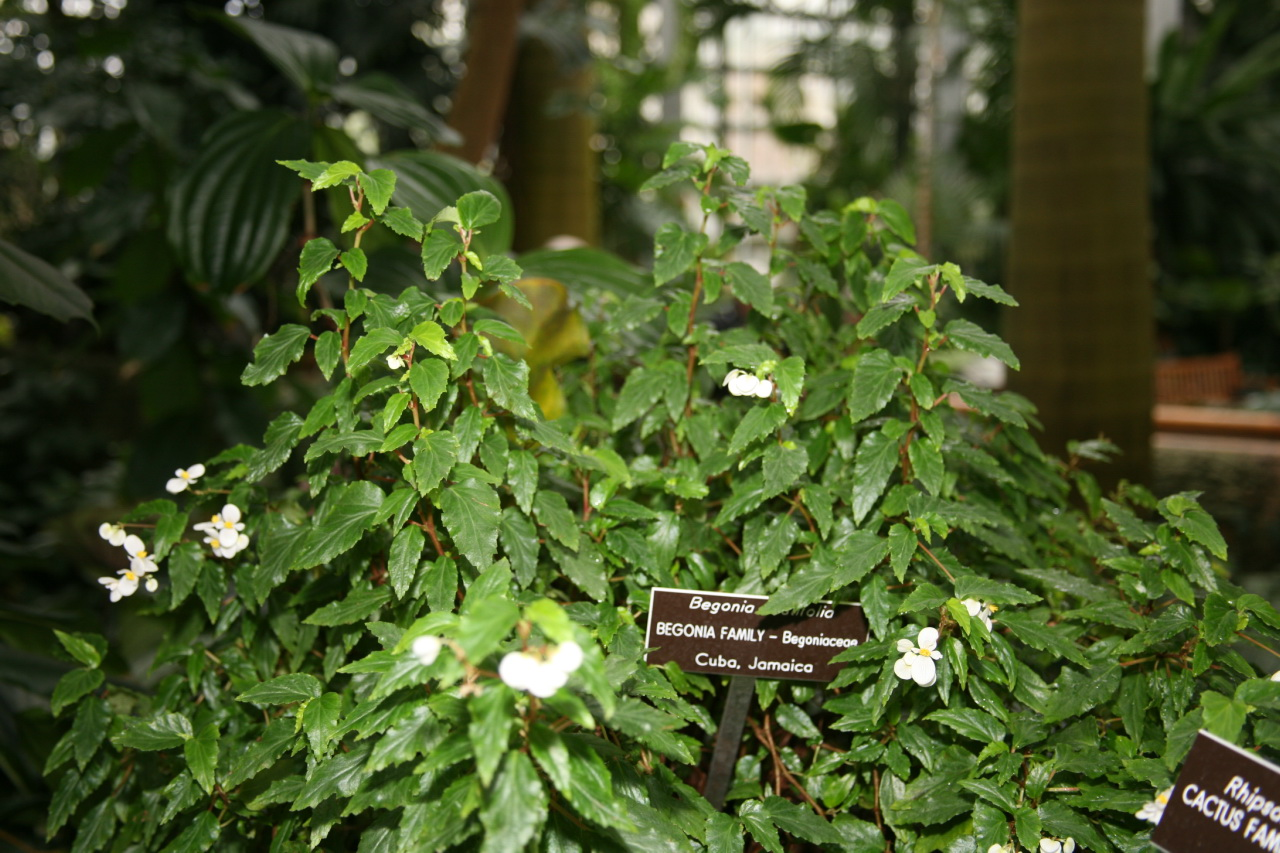
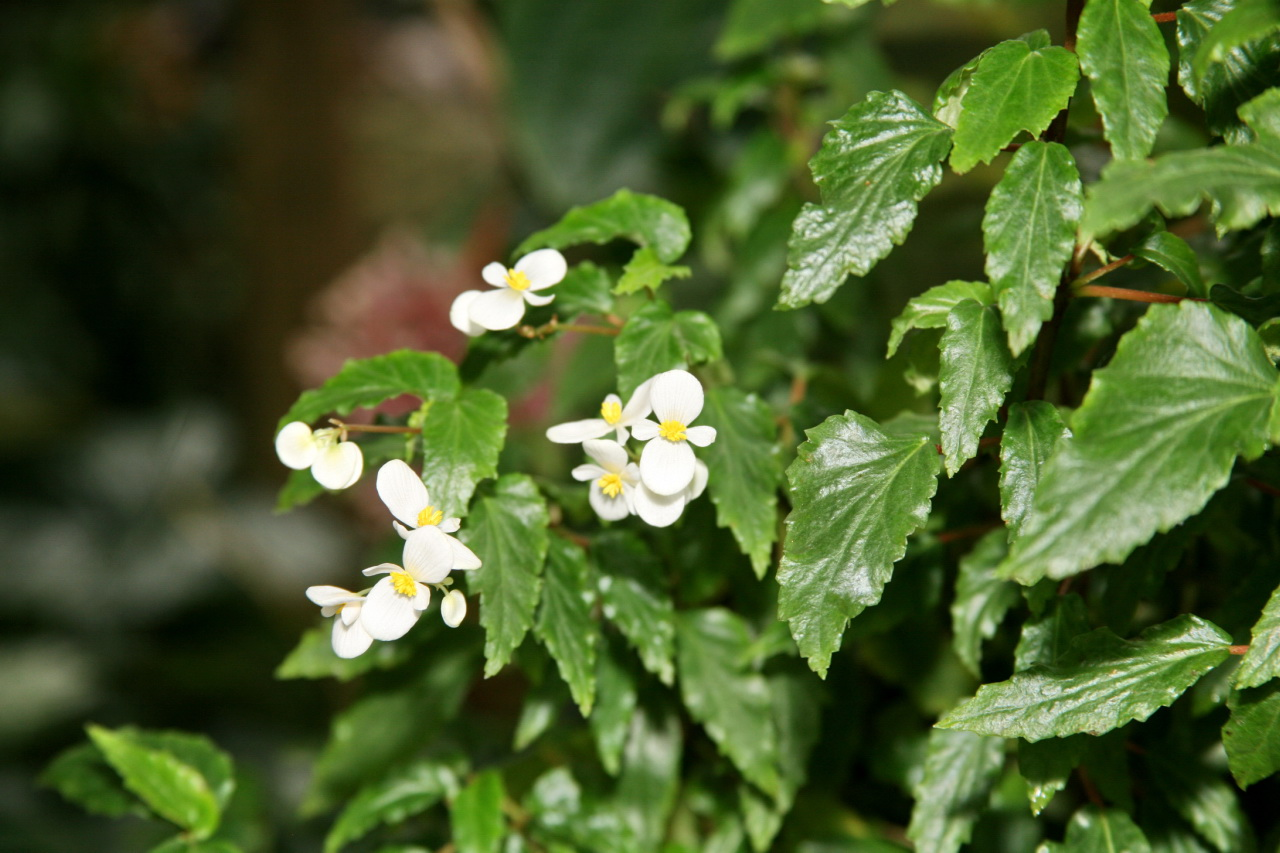
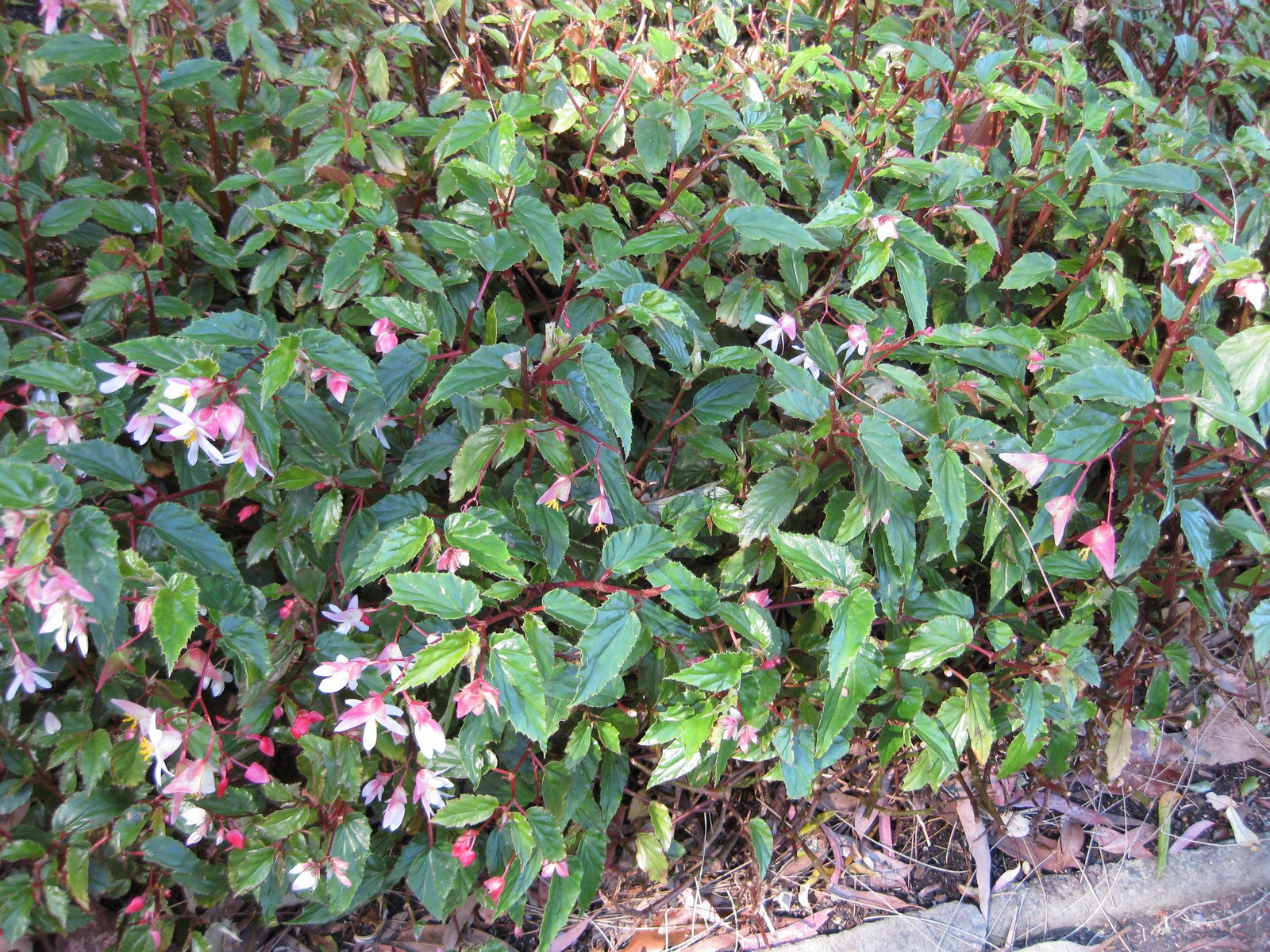